# Артур Лоссманн
Артур Лоссманн (ест. Arthur Lossmann, 5 жовтня 1877, с. Вана-Вяндра, повіт Пярнумаа, Естонія — 1 вересня 1972, м. Лондон, Велика Британія) — лікар-офіцер Естонської армії під час війни за незалежність, начальник медичної служби.

## Життєпис

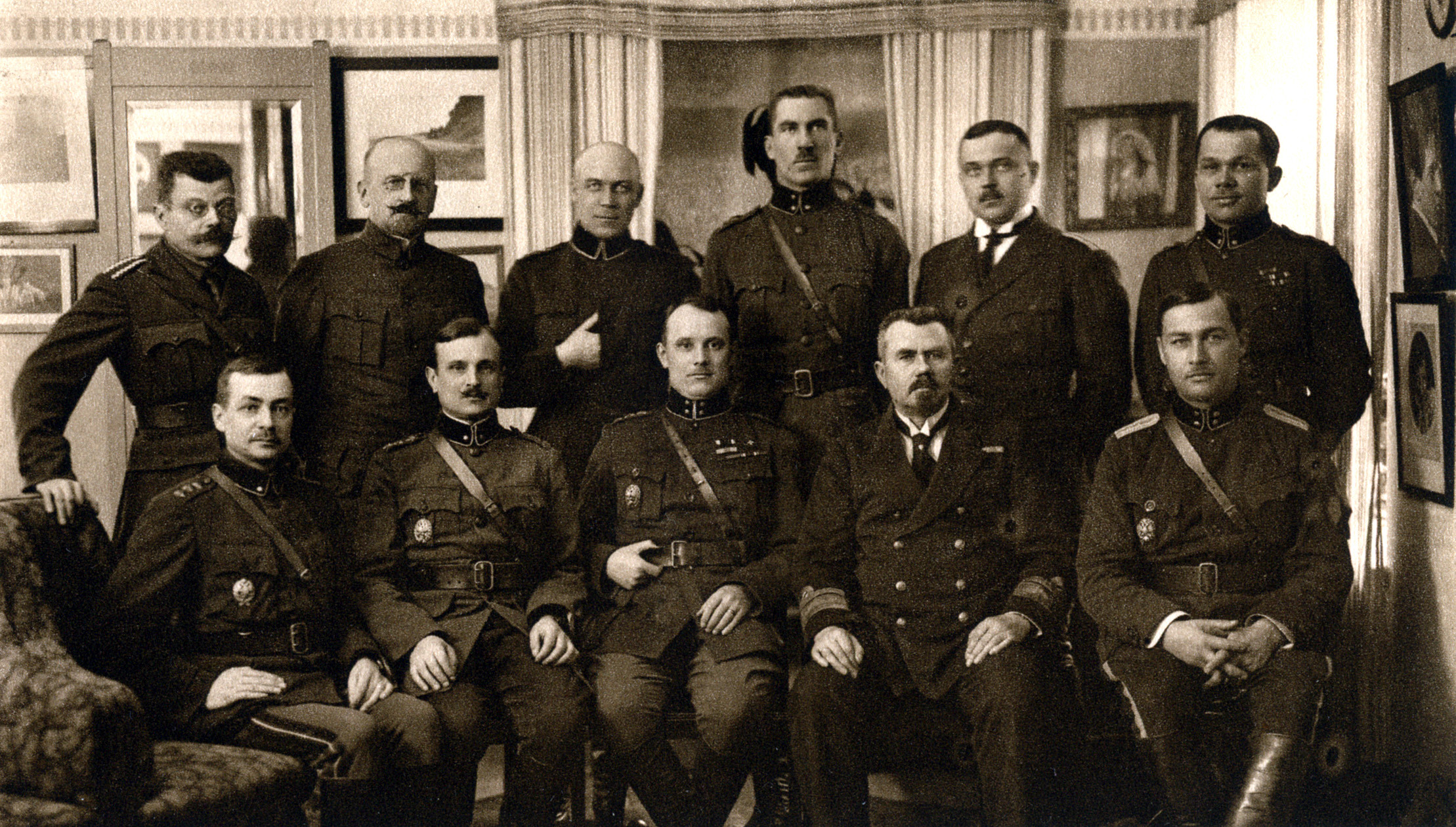
Головне командування естонської армії в 1920 році, зліва вгорі: генерал-майор Ернест Пиддер, доктор Артур Лоссманн, генерал-майор Олександр Тиніссон, полковник Карл Партс, полковник Віктор Пускар, полковник Яан Рінк. Зліва внизу: генерал-майор Андрес Ларка, генерал-майор Яан Соотс, головнокомандувач генерал-лейтенант Йохан Лайдонер, адмірал Йоган Пітка та полковник Рудольф Рейман

Закінчив у 1904 році Петербурзьку військово-медичну академію. З 1907 по 1914 рік працював у Санкт-Петербурзі в галузі військової медицини. Як військовий лікар брав участь у російсько-японській війні, Першій світовій війні та Війні за незалежність Естонії.
У 1920—1935 роках був керівником Управління охорони здоров'я Збройних сил Естонії, з 1922 року — генерал-майор медичної служби.
У 1935 році був звільнений від військової служби через вік і призначений неоплачуваним консультантом для Сил оборони.
Був в.о. голови правління «Естофільм».
Під час Другої світової війни в 1944 році втік до Німеччини, а з 1947 року жив в Англії.
29 квітня 1964 року був обраний почесним членом Товариства офіцерів Естонії у Швеції.

### Перепоховання
14 листопада 1998 року Артур Лоссманн, який помер у Лондоні в 1972 році, був похований з ініціативи його доньки Нори-Ванди Морлі Флетчер на меморіалі вищих лідерів Війни за незалежність на Талліннському гарнізонному кладовищі, де також поховані Йохан Унт (помер у 1930 році) та Ернест Пиддер (помер у 1932 році).